# Olympische Jugend-Winterspiele 2024/Teilnehmer (Usbekistan)
| Gelbes Symbol für Goldmedaillen mit stilisierten Olympischen Ringen | Graues Symbol für Silbermedaillen mit stilisierten Olympischen Ringen | Braundes Symbol für Bronzemedaillen mit stilisierten Olympischen Ringen |
| ------------------------------------------------------------------- | --------------------------------------------------------------------- | ----------------------------------------------------------------------- |
| —                                                                   | —                                                                     | —                                                                       |

Usbekistan nahm an den Olympischen Jugend-Winterspielen 2024 in der südkoreanischen Provinz Gangwon mit 2 Athleten (einer pro Geschlecht) teil.

## Teilnehmer nach Sportart

### Ski Alpin
| Athleten        | Wettbewerb         | Lauf 1      | Lauf 1 | Lauf 2      | Lauf 2 | Gesamt      | Gesamt |
| Athleten        | Wettbewerb         | Zeit        | Rang   | Zeit        | Rang   | Zeit        | Rang   |
| --------------- | ------------------ | ----------- | ------ | ----------- | ------ | ----------- | ------ |
| Frauen          |                    |             |        |             |        |             |        |
| Sabina Rejepova | Super-G            | —           | —      | —           | —      | 1:04,07 min | 49     |
| Sabina Rejepova | Alpine Kombination | 1:04,73 min | 50     | 1:04,27 min | 33     | 2:09,00 min | 34     |
| Sabina Rejepova | Riesenslalom       | 58,84 s     | 41     | 1:01,54 min | 34     | 2:00,38 min | 34     |
| Sabina Rejepova | Slalom             | 1:02,48 min | 51     | 1:00,26 min | 37     | 2:02,74 min | 36     |
| Männer          |                    |             |        |             |        |             |        |
| Rauan Raimkulov | Super-G            | —           | —      | —           | —      | 1:00,24 min | 47     |
| Rauan Raimkulov | Alpine Kombination | 59,72 s     | 48     | 1:02,87 min | 33     | 2:02,59 min | 34     |
| Rauan Raimkulov | Riesenslalom       | 54,43 s     | 50     | 51,11 s     | 39     | 1:45,54 min | 38     |
| Rauan Raimkulov | Slalom             | 53,59 s     | 50     | 59,08 s     | 31     | 1:52,67 min | 31     |